# Darko Dimitrov
Darko Dimitrov (makedonska: Дарко Димитров, [ˈdarkɔ ˈdimitrof]) född 21 januari 1973 i Skopje, är en makedonsk musikproducent och låtskrivare. Dimitrov är framgångsrik på Balkan, och har producerat hitlåtar åt såväl makedonska som utländska artister.
Sedan år 1996 har han producerat flera hitlåtar åt artister som Karolina Gočeva, Toše Proeski, Kaliopi, Jovan Jovanov, Martin Vučić, Tamara Todevska, Tijana Dapčević, Vlado Janevski, Vrčak, Darko Pančevs fru Maja Grozdanovska Pančeva, Genta Ismajli, Anjeza Shahini, Ledina Çelo, Leonora Jakupi, Greta Koçi, Rafet El Roman, Aleksandra Radović och vinnaren av Eurovision Song Contest 2007 Marija Šerifović.
År 2006 producerade Dimitrov låten "Ninanajna", som Elena Risteska deltog med i Eurovision Song Contest 2006. Vid finalen slutade hon 12:a, vilket är ett av de mest framgångsrika resultaten för landet hittills. 2014 komponerade Dimitrov låten "Tamu kaj što pripagjam" (To The Sky) med vilken Tijana Dapčević kommer att delta i Eurovision Song Contest 2014. Låten är även skriven av Elena Risteska.
Han har producerat två vinnarbidrag i den albanska musiktävlingen Kënga Magjike. 2009 stod han bakom vinnarlåten "Rruga e zemrës" och 2013 komponerade han Besa Kokëdhimas vinnarlåt "Tatuazh në zemër".